# Michèle Bowley

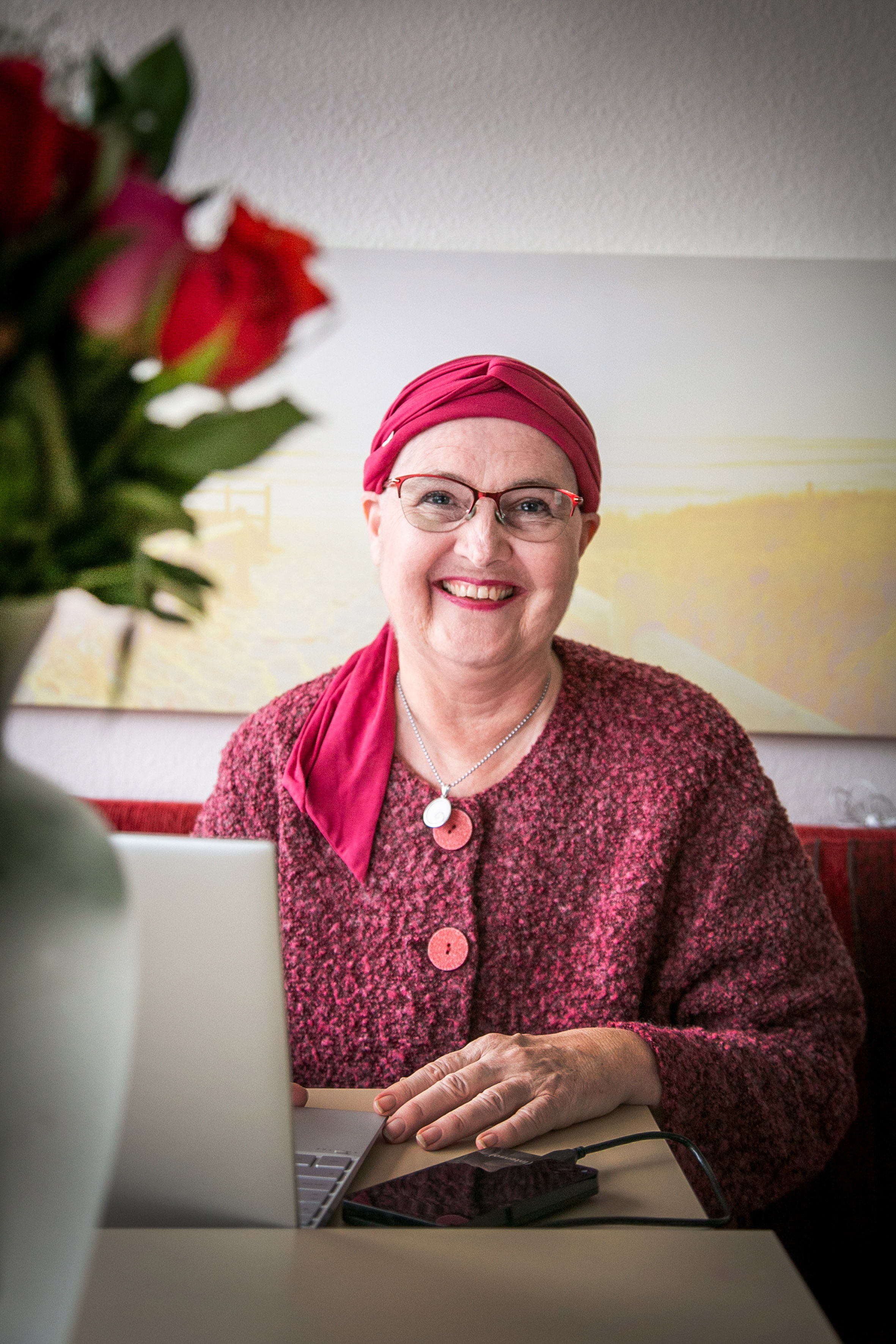
Michèle Bowley

Michèle Bowley (* 28. Juni 1966 in Basel; † 30. November 2023 ebenda) war eine Schweizer Gesundheitspsychologin mit Weiterbildung in Erwachsenenbildung, systemisch-lösungsorientiertem Coaching und Projektmanagement. Sie war Inhaberin von «Psyche stärken by bowley resources». Bekannt wurde sie als Bloggerin mit einem Videotagebuch über ihre Krebserkrankung und den Umgang mit dem eigenen Sterben. Ab 2023 trat sie auch als Autorin in Erscheinung.

## Leben
Michèle Bowley ist in der Region Basel aufgewachsen. Sie ist die Tochter eines Engländers und einer Schweizerin. 1981–1985 besuchte sie das Wirtschaftsgymnasium in Muttenz/BL. In diese Zeit fiel auch ein Austauschschuljahr in den USA als Absolventin der Abschlussklasse einer High School. Ab 1986 studierte sie an der Universität Zürich Sozialpsychologie mit Soziologie und Sozial- und Präventivmedizin in den Nebenfächern. Sie war Werkstudentin und schloss 1995 ihr Studium als Psychologin, lic. phil. I ab.
Ihre berufliche Laufbahn startete Michèle Bowley 1995 als Wissenschaftliche Mitarbeiterin am Institut für Sozial- und Präventivmedizin der Universität Basel. Danach folgten zahlreiche Tätigkeiten in der Praxis. Sowohl in kantonalen Verwaltungen als auch in verschiedenen Vereinen konnte sie diverse Programme und Projekte entwickeln und umsetzen. So war sie ab 1997 bei der Lungenliga beider Basel als Leiterin der Fachstelle Tabakprävention angestellt. Danach folgte 2004 eine Tätigkeit als Geschäftsleiterin des Vereins «Gsünder Basel». Ab 2009 leitete sie beim Amt für Gesundheit des Kantons Zug das Programm «Psychische Gesundheit». In dieser Funktion schrieb sie regelmässig unter dem Titel «Ratgeber Gesundheit» Kolumnen für die Zuger Presse. 2010 erhielt sie zusammen mit Matthias Meyer, dem Leiter des Zuger Gesundheitsamtes, den «Public Health Schweiz Award – Best practise based abstract».
2015 kehrte sie in die Region Basel zurück und widmete sich bei der Gesundheitsförderung Baselland den Themen Kindheit und Jugend. Bei Benevol Baselland war sie Geschäftsleiterin von «Tandem 50 plus», einem Mentoringprogramm, das Stellensuchende über 50 wieder in den Arbeitsmarkt begleitet.
2018 wagte Michèle Bowley den Schritt in die berufliche Selbstständigkeit und gründete die Firma «psyche stärken by bowley resources». Mit ihrer Firma legte sie den Fokus auf die «11 Schritte zur Stärkung der psychischen Gesundheit» (Copyright bei Pro Mente Oberösterreich). Sie entwickelte eine eigene Methode und passte diese für diverse Zielgruppen an (Stellensuchende, betreuende Angehörige, Pensionierte, Migrationsbevölkerung usw.). Diese Inhalte vermittelte Bowley in Kursen, Einzelberatungen und Projekten, wie z. B. die Entwicklung von neuen Angeboten, Broschüren usw. für Institutionen aus dem Sozial- und Gesundheitswesen und aus der Privatwirtschaft.
Mit ihrer Firma führte sie für VivaCoaching, einem Coachinginstitut in Basel, Bewerbungskurse für die Regionale Arbeitsvermittlung RAV Zug durch. Bei «livingsense», einem Coachinginstitut in Zürich, wirkte sie als Berufscoach für Golden Agers. Ausserdem unterstützte sie im Namen der Lungenliga Zürich für das Universitätsspital Zürich Interessierte beim Rauchstopp.
2020 erhielt Michèle Bowley die Diagnose Brustkrebs. Nach gut überstandener Chemotherapie, Operation und Bestrahlungen folgte im Herbst 2021 die Diagnose unheilbare Hirnmetastasen mit einer Lebenserwartung von drei bis sechs Monaten. Nach der Erstdiagnose im Jahr 2020 begann Michèle Bowley, unter dem Titel «Mein Krebstagebuch», Videos über ihr Befinden und ihre Erfahrungen mit den verschiedenen Therapien sowie deren Aus- und Nebenwirkungen zu veröffentlichen. Mit den einzelnen Beiträgen sollten Familienangehörige und Freundinnen auf dem Laufenden gehalten und andere Krebsbetroffene für ein erfülltes Leben trotz Krebsdiagnose inspiriert werden.
Als Michèle Bowley 2021 erfuhr, dass sie nun unheilbar erkrankt war, war ihr klar, dass sie ihre Erfahrungen mit Interessierten teilen wollte. Der Filmemacher Florian Bitterlin drehte den Kurzfilm «Hallo und Tschüss» über Michèle Bowley, der auf ihrer Website, bzw. auf YouTube abrufbar ist.
Unter dem Titel «Ich habe keine Angst vor dem Sterben» erschien am 17. Januar 2022 im Tages-Anzeiger ein Interview mit Michèle Bowley, welches viele Reaktionen auslöste. Auf die Frage, ob sie Angst vor dem Sterben habe, antwortete sie: "Nein, hab ich nicht. Ich habe mein Leben in eine gute Richtung bringen können. Es gibt nichts, was ich bereue oder anders gemacht hätte. Ich bin zuversichtlich und neugierig, ob es so kommt, wie ich mir vorstelle. Ich habe keine Angst vor den letzten Minuten."
Im Oktober 2021 begannen die Filmschaffenden Silvia Haselbeck und Erich Langjahr, Michèle Bowley filmisch in ihrem Sterbeprozess zu begleiten, ab Diagnose bis zum letzten Atemzug, inklusive Bestattung. Im Oktober 2024 erfolgte der Kinostart des Films «Die Tabubrecherin».
Im Februar 2022 gründete Michèle Bowley zusammen mit zwei Frauen den Verein «Hallo & Tschüss», der sich für ihren geistigen Nachlass engagiert, und für das Fortbestehen der Botschaft «Lebe DEINS – JETZT» www.psyche-staerken.ch.
Für ihren offenen Umgang mit dem Thema Sterben und Krebs verlieh ihr die Krebsliga Schweiz die Ehrenmedaille 2022.
2023 veröffentlichte Michèle Bowley im Cuvillier Verlag zwei Bücher. Ihre Autobiografie "Volle Pulle Leben; Lebe deins – jetzt" und den Gedichtband "einlassen & loslassen; Gedichte zum Buch Volle Pulle Leben", den sie mit selbst gemalten Kreidezeichnungen illustriert hat.
Mit ihrer Autobiografie ging Michèle Bowley auf eine Lesereise durch die Schweiz. Verschiedene Medien berichteten darüber. In der Volksstimme (Sissach) erschien ein Artikel von Irène Böhm. Sie schrieb darin über das Buch "Volle Pulle Leben – lebe deins – jetzt": Liest man die Biografie von Michèle Bowley, wird man reich beschenkt. Die 56-Jährige sprüht vor Lebensfreude und lässt die Leserin und den Leser daran teilhaben.

## Publikationen
Michèle Bowley: Volle Pulle Leben - lebe deins jetzt. Cuvillier Verlag, Göttingen 2023, ISBN 978-3-7369-7719-8, S. 218.
Michèle Bowley: einlassen & loslassen; Gedichte zum Buch Volle Pulle Leben. Cuvillier Verlag, Göttingen 2023, ISBN 978-3-7369-7771-6, S. 33.